# Auto Technisches Spezialzubehör
Die ATS-Gruppe war ein Hersteller von Leichtmetallrädern im Niederdruck-Gussverfahren aus Bad Dürkheim. Heute handelt es sich dabei um eine Marke der Uniwheels-Gruppe.

## Geschichte
Das Unternehmen Auto Technisches Spezialzubehör wurde Ende der 1960er Jahre durch Günter Schmid in Bad Dürkheim gegründet. Im Jahr 1969 entstanden die ersten ATS-Aluminiumräder im bis dahin selten verwendeten Sandformverfahren. Auf der Suche nach einem präziseren Fertigungsverfahren nahm das Unternehmen Kointakt mit Erich Stahlschmidt und Eberhard Maiworm auf. Sie hatten 1962 die Stahlschmidt & Maiworm GmbH gegründet und 1967 den Niederdruck-Guss eingeführt. Die ersten ATS-Leichtmetallräder entstanden 1970 nach diesem neuen, weltweit erstmals eingesetzten Verfahren. Im Gegensatz zum Schmiederad ist beim Niederdruck-Gussverfahren eine nahezu freie Formwahl möglich. 1972 wurde die ATS Leichtmetallräder GmbH gegründet.
Zunächst bediente das Unternehmen ausschließlich den Zubehör-Markt. Als erste bekannte Marke entschied sich Porsche 1971 bei der Erstausrüstung für Leichtmetallräder. Das Rad „Classic“ kam 1972, das Modell „Cup“ 1975. Diese bis heute unverändert produzierten Räder gelten inzwischen als Original-Ersatzteile für die Modelle VW Käfer und VW Golf I.
ATS eröffnete 1976 ein Werk in Werdohl-Dresel. Mit dem ATS Racing Team war ATS von 1977 bis 1983 in der Formel 1 aktiv. Annette Stahlschmidt übernahm 1983 als Managerin die Verantwortung bei S & M. Im Jahr 1985 produzierte ATS die weltweit ersten LKW-Aluminium-Räder im Niederdruck-Gussverfahren.
ATS begann 1990 mit der Serienfertigung von Magnesium-Rädern im Niederdruck-Gussverfahren. Mit Unterstützung des Beratungsunternehmen Arthur Andersen gründete man die ATS-Beteiligungs-GmbH sowie der Stahlschmidt-&-Maiworm-Technics-GmbH als eigenständige Forschungs- und Entwicklungsgesellschaft. Das Unternehmen nahm 1991 ein neues Nasslackiersystem auf Wasserbasis in Betrieb.
1993 startete die Joint-Venture-Produktion von Leichtmetallrädern mit WSK Polen. Die ATS-Gruppe erreicht eine Jahresproduktion von 2 Millionen Rädern. ATS startete 1996 die Räder-Produktion für Mercedes in Brasilien mit dem dortigen Partner Mangels. Im Jahr 1997 nahm das neue Werk im südafrikanischen Babelegi die Fertigung auf. In Indien begann die Produktion von Rädern für Mercedes-Benz mit dem Kooperationspartner Hindalco. In Polen gründet die ATS-Gruppe die Tochtergesellschaft Stahlschmidt & Maiworm Sp. z o.o. Schon ein Jahr später begann die Produktion in Stalowa Wola.
ATS wurde 1998 mit dem südafrikanischen Räderhersteller Tiger Wheels vereinigt. In Werdohl begann die Serienproduktion des ersten einteiligen Hohlspeichenrades. Die Partnerschaft mit PT Excel in Indonesien startete 2000 und man nahm eine neue Lackieranlage in Polen in Betrieb. 2001 gründete man das Stahlschmidt-&-Maiworm-Global-Manufacturing-Team mit dem Ziel, in sämtlichen Werken einheitliche Produktionsabläufe zu schaffen. Man begann die Produktion von Bedplates in Polen.
Die 2001 gegründete S & M USA Inc. errichtete 2002 in Auburn in Alabama ein Werk und begann im Jahr darauf mit der Räderproduktion für Montagewerke deutscher Autohersteller in den USA. Die ATS-Gruppe erwarb 2004 das TSW-Werk in Südafrika. Man begann die Gießwerkproduktion in Polen. ATS verstärkte 2005 seine Präsenz in den USA durch den Kauf des Werkes in Warsaw in Kentucky.
Die ATS Beteiligungs GmbH stellte 2007 den Antrag auf Eröffnung eines Insolvenzverfahrens. 2008 übernahm UNIWHEELS die europäischen Tochtergesellschaften der ATS Beteiligungs GmbH und sicherte damit die Zukunft der Arbeitsplätze und Produktionswerke in Deutschland (Werdohl) und Polen (Stalowa Wola), der Konzernverwaltung in Bad Dürkheim sowie auch der Marke ATS. Vom Kauf ausgeschlossen waren die Werke in den USA und Südafrika, für die separate Lösungen gefunden wurden.

### Logos

Während der Formel-1-Zeit (1977–1984)
Logo bis 2009
2009: Präsentation bei der Essen Motor Show

## Produkte
ATS liefert Leichtmetallräder als Erstausrüstung an verschiedene Automobilhersteller und produziert die Produktionslinien „ATS“ und „Exclusive Line by ATS“ für den Endverbrauchermarkt. Zudem ist die ATS Exklusivausrüster diverser Motorsport-Klassen und Einzelteams.

## Unternehmen der ATS Gruppe
Deutschland
ATS Automotive GmbH & Co. KG
ATS Leichtmetallräder GmbH
ATS Stahlschmidt & Maiworm GmbH
ATS Stahlschmidt & Maiworm Technics GmbH
Polen
ANZIO Wheels (Poland) Sp. z o.o.
ATS Stahlschmidt & Maiworm Sp. z o.o.